# Thomas McKay
Thomas McKay, né le 1er septembre 1792 à Perth (Écosse) et mort le 9 octobre 1855 à New Edinburgh (Ontario), est un maçon, architecte, homme d'affaires, homme politique, juge de paix, officier de milice et fonctionnaire canadien. Homme aux origines modestes, il parvient à s'établir dans la bourgeoisie d'un Canada naissant en participant à la construction du canal Rideau entre Ottawa et Kingston.

## Biographie
McKay naît à Perth (Écosse) le 1er septembre 1792. Au terme de ses études, il devient apprenti-maçon. Il marie Ann Crichton en 1813. Les mauvaises conditions économiques qui suivent les guerres napoléoniennes les poussent à quitter l'Écosse et s'installer à Montréal en septembre 1817. 

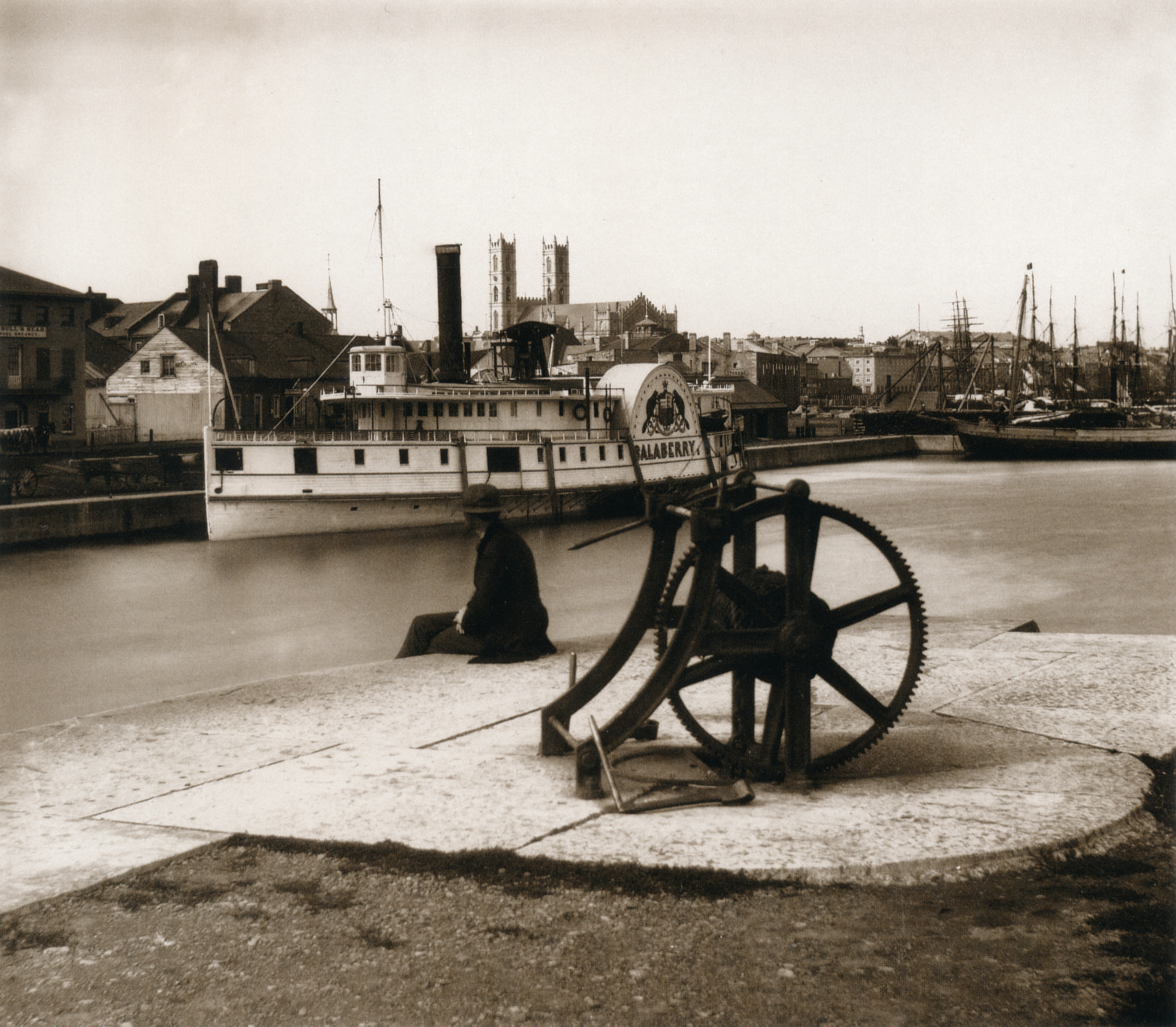
Le canal de Lachine en 1859.

Associé à son compatriote écossais John Redpath, McKay travaille comme entrepreneur lors de la construction du canal de Lachine de 1821 à 1825. Dans le cadre d'une autre association, cette fois avec Peter Rutherford, McKay érige le fort Lennox dans la rivière Richelieu près de la frontière avec les États-Unis.  
McKay s'installe à Bytown en 1826, attiré par la construction annoncée du canal Rideau. L'entreprise qu'il forme avec John Redpath, Thomas Phillips et Andrew White est sélectionnée par le colonel John By afin de réaliser la maçonnerie des huit écluses à l'entrée du canal depuis la rivière des Outaouais. L'ouvrage d'une hauteur de 81 pieds (25 m) est complété au terme de quatre ans de travaux. McKay est aussi chargé de la construction des écluses de Hartwells, près du Lac Dow, et celle de Hog's Back, près des chutes du même nom. 

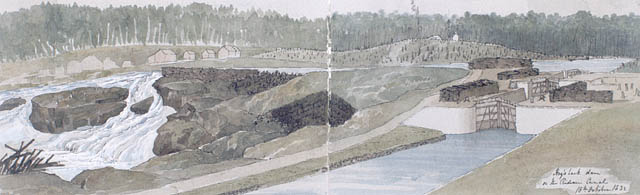
Écluse et chutes de Hog's Back en 1832.

En parallèle des travaux du canal, McKay entreprend en Haute-Ville la construction de l'église Saint Andrew's, premier temple de confession presbytérienne de Bytown, de même qu'une partie de la première itération du pont de la Chaudière. 

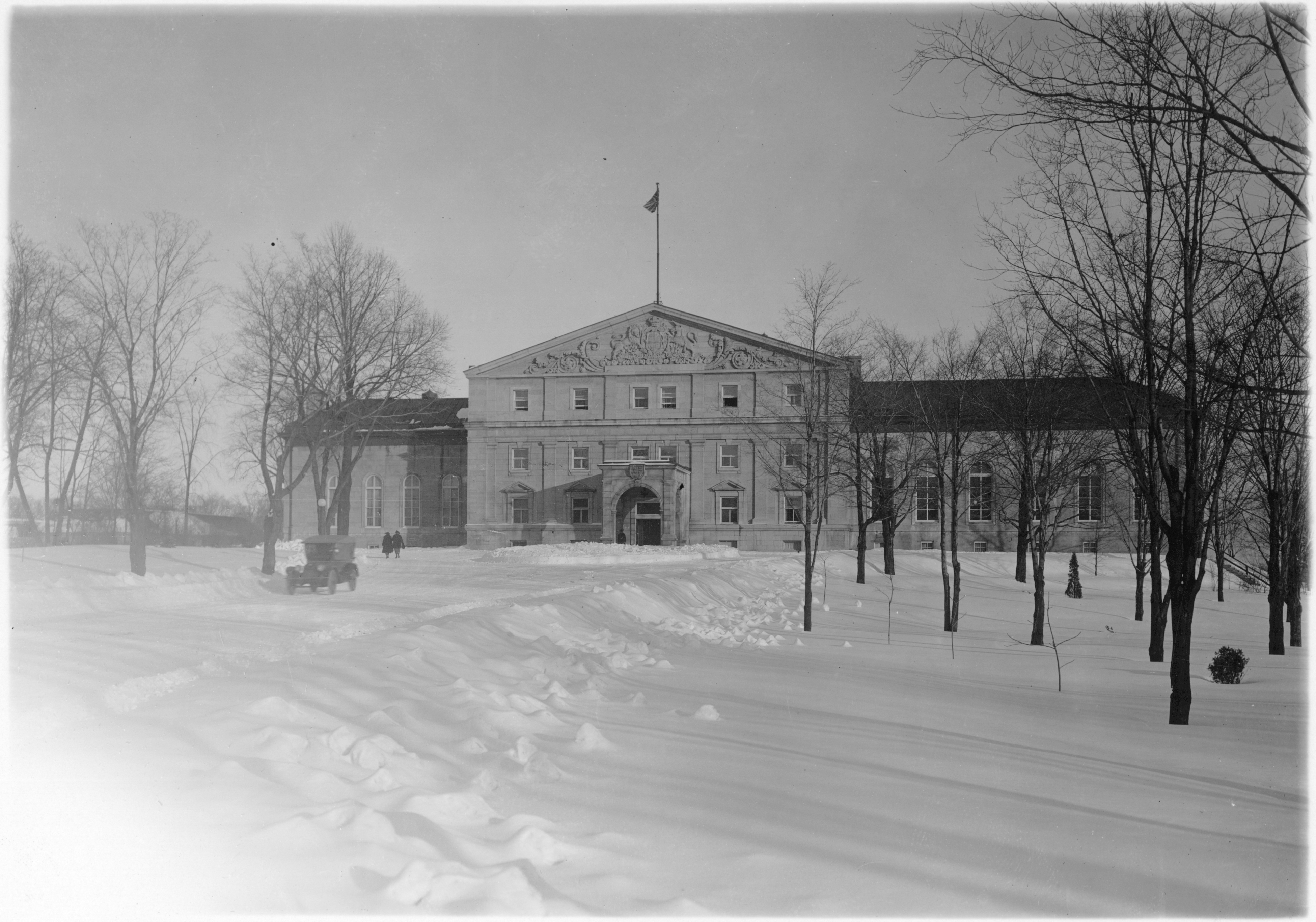
Rideau Hall vers 1925.

Il est nommé sur le conseil municipal de Bytown en 1828. L'année suivante, il achète une propriété près des chutes de la rivière Rideau et, trois ans plus tard, y installe un moulin à scie. Il agrandit graduellement son domaine en acquérant les propriétés voisines, en érigeant un moulin à farine, une boulangerie, une distillerie et une usine textile. Une bourgade nommée New Edinburgh voit le jour aux alentours de son complexe industriel, sur des terrains qu'il lotit.
En 1833, il est nommé juge de paix. De 1834 à 1841, il représente le comté de Russel (en) à l'Assemblée législative du Haut-Canada, siégeant comme tory. Il est en faveur de l'union constitutionnelle du Haut et du Bas-Canada et soutient la prise en compte des besoins de l'Église catholique dans l'attribution des réserves cléricales à la proclamation des cantons. 
En 1838, McKay dresse les plans de Rideau Hall, la fait construire et en fait sa résidence Le gouvernement du Canada-Uni la loue dès 1865 et l'achète trois ans plus tard afin d'y loger les gouverneurs généraux du Canada. Entretemps, McKay avait construit en 1854 une maison pour son gendre et sa fille, Earnscliffe (en). John A. MacDonald l'acquiert en 1882 et y élit domicile. Le manoir est depuis devenu la résidence officielle des hauts-commissaires du Royaume-Uni au Canada.
Il sert dans le 1er bataillon de milice du comté de Russel de 1838 à 1846 à titre de lieutenant-colonel. En 1841, à titre de conseiller presbytéral de l'Église d'Écosse (en), il fonde l'Université Queen's à Kingston et est l'un de ses premiers administrateurs.

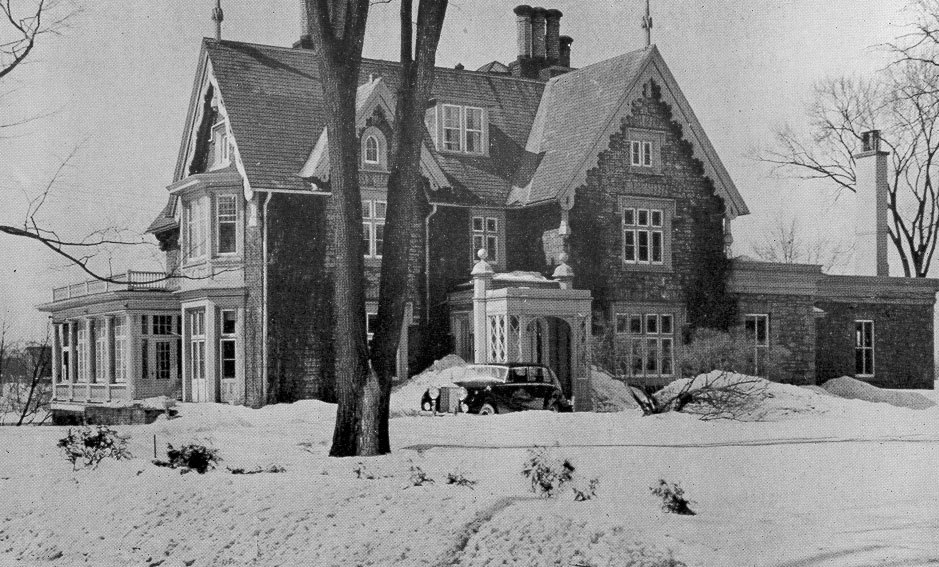
Earnscliffe vers 1955.

À partir de 1841 et jusqu'à sa mort, il siège à la chambre haute du Canada-Uni, le Conseil législatif de la province du Canada. En 1849, il y manifeste son opposition au Rebellion Losses Bill (en), qui visait à compenser les pertes subies par des propriétaires lors des Rébellions de 1837 et 1838 et à l'Acte des corporations municipales, qui a donné naissance au premier système municipal canadien. Il est nommé préfet du district de Dalhousie (en) en 1842.
En 1846, il est transféré au 4e bataillon de la milice du comté de Carleton (en).
Il meurt en 1855 d'un cancer de l'estomac à Rideau Hall.